# Castelnovo Bariano
Castelnovo Bariano ist eine italienische Gemeinde (comune) mit 2566 Einwohnern (Stand 31. Dezember 2023) in der Provinz Rovigo, Region Venetien.

## Geographie
Die Gemeinde liegt am orographisch linken Ufer des Po, etwa 39 km westsüdwestlich der Provinzhauptstadt Rovigo. Sie bedeckt eine Fläche von fast 38 km² und grenzt an die Provinz Mantua in der Region Lombardei.